# Aleksander Hilary Połubiński
Aleksander Hilary Połubiński herbu własnego (Jastrzębiec odm.) (ur. w 1626, zm. 3 listopada 1679) – książę, marszałek wielki litewski w 1669 roku, pisarz polny litewski w 1654 roku, podstoli litewski w 1654 roku, nominat na starostwo generalne żmudzkie w 1669 roku, podkomorzy słonimski w 1650 roku, starosta wołkowyski w 1670 roku, starosta słonimski w latach 1657–1665, starosta oszmiański w latach 1665–1668, starosta bobrujski, jezierski, wielatycki w 1674 roku, ekonom brzeski w latach 1657-1679. 
Wykształcony w Akademii Wileńskiej, Zamojskiej i Krakowskiej, dworzanin króla Władysława IV, dzięki czemu nauki pobierał też za granicą. W 1645 roku za zgodą króla matka przekazała mu dożywotnią dzierżawę dóbr Rudobiełki w powiecie mozyrskim, Dereczyn koło Słonimia i Hłusk z drewnianym zamkiem. W 1646 wybrany na posła na Sejm. Po 14 lutego 1648 roku ożenił się z Zuzanną Chreptowicz, wdową po wojewodzie Tomaszu Sapieże, która zmarła po roku i została pochowana w Dereczynie. Po wybuchu Powstania Chmielnickiego otrzymał w 1648 roku list przypowiedni od hetmana polnego litewskiego Janusza Radziwiłła na sformowanie 100 konnej chorągwi husarskiej. W czasie powstania Chmielnickiego walczył w latach 1648–1650 na Ukrainie, od 1651 na czele własnej chorągwi husarskiej. Na przełomie 1651/1652 dowodził trzema chorągwiami w kompucie litewskim Radziwiłła, w 1654 podstoli, potem pisarz polny litewski. Podczas najazdu moskiewskiego, brał udział w przegranej bitwie pod Szepielewiczami w 1654 roku. W lutym 1655 roku dowodził w bitwie pod Domanami.
W czasie potopu szwedzkiego początkowo po stronie Szwedów, był uczestnikiem konfederacji tyszowieckiej w 1655 roku, wziął udział w bitwie pod Prostkami po polskiej stronie. Dowodził słynną szarżą husarską w drugim dniu bitwy pod Warszawą. Potem walczył z wojskami Rakoczego, z Moskwą na Białorusi i Litwie. W 1658 roku zdobył szturmem Mińsk. W styczniu 1660 roku zmusił do kapitulacji Mitawę. W marcu 1664 roku poprowadził zagon w głąb Państwa Moskiewskiego. W 1665 dostał się do niewoli pod Częstochową, gdzie musiał przyrzec, że więcej nie poprowadzi do boju wojsk litewskich z koronnymi.
Poseł sejmiku słonimskiego na sejm zwyczajny 1650 roku, poseł nieznanego sejmiku na sejm zwyczajny 1659 roku, poseł sejmiku oszmiańskiego na sejm nadzwyczajny 1665 roku, sejm zwyczajny 1667 roku, poseł nieznanego sejmiku na sejm nadzwyczajny 1668 roku, poseł powiatu słonimskiego na sejm 1661 roku. Poseł sejmiku słonimskiego powiatu słonimskiego na sejm wiosenny 1666 roku. Na sejmie 1667 roku wyznaczony z Koła Poselskiego komisarzem do zapłaty wojsku Wielkiego Księstwa Litewskiego.	
Jan Kazimierz nadając mu starostwo bobrujskie w dniu 17 lutego 1668 roku podkreślił jego zasługi w trzydniowej bitwie warszawskiej. Na sejmie abdykacyjnym jako poseł powiatu oszmiańskiego 16 września 1668 roku podpisał akt potwierdzający abdykację Jana II Kazimierza Wazy. Po abdykacji Jana II Kazimierza Wazy w 1668 roku, popierał do polskiej korony kandydaturę carewicza Fiodora. Był elektorem Michała Korybuta Wiśniowieckiego w 1669 roku z województwa wileńskiego. Ominęły go buławy hetmana polnego i wielkiego, od 1669 roku marszałek wielki.  Na sejmie zwyczajnym 1670 roku wyznaczony z Senatu komisarzem do zapłaty wojsku Wielkiego Księstwa Litewskiego. Był członkiem konfederacji kobryńskiej  wojsk Wielkiego Księstwa Litewskiego w 1672 roku.  W czasie elekcji 1674 roku został sędzią generalnego sądu kapturowego. Popierał do korony polskiej kandydaturę cara Rosji Aleksego Michajłowicza. Był członkiem konfederacji generalnej zawiązanej 15 stycznia 1674 roku na sejmie konwokacyjnym. Elektor Jana III Sobieskiego z województwa nowogródzkiego w 1674 roku, podpisał jego pacta conventa. 
Syn Konstantego Połubińskiego i Zofii Sapieżanki, córki Andrzeja, ożeniony z Zuzanną Chreptowicz, wdową po Tomaszu Sapieże. Z drugą żoną, Zofią Konstancją Wołodkowicz (od 1652), miał dwie córki: Annę Mariannę, ż. Dominika Mikołaja Radziwiłła i Izabellę Helenę, ż. Jerzego Stanisława Sapiehy.